# Record antiguo-barbudani di atletica leggera
I record antiguo-barbudani di atletica leggera rappresentano le migliori prestazioni di atletica leggera stabilite dagli atleti di nazionalità antiguo-barbudana e ratificate dall'Athletic Association of Antigua & Barbuda.

## Outdoor

### Maschili
| Specialità             | Prestazione | Atleta                                                      | Data                 | Evento                              | Luogo                              | Note  |
| ---------------------- | --- | ----------------------------------------------------------- | -------------------- | ----------------------------------- | ---------------------------------- | ----- |
| 100 m                  | 9.91 (-0.2 m/s) | Daniel Bailey                                               | 17 luglio 2009       | Meeting Areva                       | Parigi, Francia                    | [ 1 ] |
| 150 m                  | 14.88 (+1.4 m/s) | Daniel Bailey                                               | 31 marzo 2013        | Mano a Mano Challenge               | Rio de Janeiro, Brasile            | [ 2 ] |
| 200 m                  | 19.88 (+1.2 m/s) | Miguel Francis                                              | 11 giugno 2016       | Jamaica National Racer's Grand Prix | Kingston, Giamaica                 |       |
| 400 m                  | 44.74 | Rai Benjamin                                                | 21 aprile 2018       | Mt. SAC Relays                      | Torrance, Stati Uniti              |       |
| 800 m                  | 1:48.62 | Dale Jones                                                  | 25 agosto 1991       | Campionati del mondo                | Tokyo, Giappone                    | [ 3 ] |
| 1500 m                 | 3:49.41 | Dale Jones                                                  | 19 settembre 1988    | Olimpiadi                           | Seul, Corea del Sud                |       |
| 3000 m                 | 9:10.97 | James Baird                                                 | 31 marzo 2002        | CARIFTA Games                       | Nassau, Bahamas                    |       |
| 5000 m                 | 15:13.4 | Dale Jones                                                  | 11 luglio 1988       |                                     | Bridgetown, Barbados               |       |
| 5000 m                 | 14:41.39 # | William Richards                                            | 17 giugno 2000       |                                     | Port of Spain, Trinidad and Tobago |       |
| 10000 m                | 33:32.6 | Tyrone Thibou                                               | 1986                 |                                     | Bridgetown, Barbados               |       |
| Maratona               | 2:31:49 | Cordover Simon                                              | 28 agosto 1994       | Giochi del Commonwealth             | Victoria, Canada                   |       |
| 110 m ostacoli         | 14.07 | Randy Gillon                                                | 6 maggio 2000        |                                     | Iowa City, Stati Uniti d'America   |       |
| 400 m ostacoli         | 49.82 | Rai Benjamin                                                | 10 giugno 2016       | NCAA Division I Championship        | Eugene, Stati Uniti d'America      | [ 5 ] |
| 3000 m siepi           | 9:54.5 | Tyrone Thibou                                               | 31 luglio 1982       |                                     | Port of Spain, Trinidad e Tobago   |       |
| Salto in alto          | 2.27 m | James Grayman                                               | 7 luglio 2007        |                                     | Pergine Valsugana, Italia          |       |
| Salto con l'asta       | 3.80 m | Calvin Greenaway                                            | 2 giugno 1973        |                                     | Newham, Regno Unito                |       |
| Salto in lungo         | 8.02 m | Lester Benjamin                                             | 12 maggio 1984       |                                     | Baton Rouge, Stati Uniti d'America |       |
| Salto triplo           | 16.55 m | James Browne                                                | 12 aprile 1990       |                                     | San Angelo, Stati Uniti d'America  |       |
| Getto del peso         | 15.87 m | Edward Byam                                                 | 6 giugno 1969        |                                     | Sennelager, Germania               |       |
| Lancio del disco       | 42.79 m | Henry Greaux                                                | 24 luglio 1960       |                                     | Kingston, Giamaica                 |       |
| Lancio del martello    | |                                                             |                      |                                     |                                    |       |
| Lancio del giavellotto | 65.70 m | Oraine Brown                                                | 6 luglio 2012        | Campionati NACAC Under-23           | Irapuato, Messico                  | [ 6 ] |
| Decathlon              | 6027 pts (ht) | Calvin Greenaway                                            | 26–27 settembre 1970 |                                     | Londra, Regno Unito                |       |
| Decathlon              | 11.2 (100 m), 7.09 m (lungo), 11.65 m (peso), 1.85 m (alto), 54.7 (400 m) / 16.9 (110 ostacoli), 23.30 m (disco), 3.66 m (asta), 48.20 m (giavellotto), 5:04.1 (1500 m) |                                                             |                      |                                     |                                    |       |
| Marcia 20 km (strada)  | |                                                             |                      |                                     |                                    |       |
| Marcia 50 km (strada)  | |                                                             |                      |                                     |                                    |       |
| staffetta 4x100 m      | 38.01 | Chavaughn Walsh Daniel Bailey Jared Jarvis Miguel Francis   | 29 agosto 2015       | Campionati del mondo                | Pechino, Cina                      | [ 7 ] |
| Staffetta 4x400 m      | 3:09.46 | N'kosie Barnes Michael Terry Mitchell Browne Howard Lindsay | 2 agosto 1996        | Giochi Olimpici                     | Atlanta, Stati Uniti d'America     |       |

### Femminili
| Specialità            | Prestazione | Atleta                                                               | Data            | Evento                                 | Luogo                                        | Note   |
| --------------------- | --- | -------------------------------------------------------------------- | --------------- | -------------------------------------- | -------------------------------------------- | ------ |
| 100 m                 | 11.20 | Heather Samuel                                                       | 26 maggio 1993  |                                        | Indianapolis, Stati Uniti d'America          |        |
| 200 m                 | 23.20 | Heather Samuel                                                       | 22 maggio 1994  |                                        | Atlanta, Stati Uniti d'America               |        |
| 400 m                 | 52.49 | Afia Charles                                                         | 12 maggio 2013  | Conference USA Championships           | Houston, Stati Uniti d'America               | [ 8 ]  |
| 800 m                 | 2:06.36 | Charmaine Thomas                                                     | 13 maggio 1995  |                                        | Bloomington (Indiana), Stati Uniti d'America |        |
| 1500 m                | 4:27.51 | Janil Williams                                                       | 19 luglio 2000  |                                        | Montréal, Canada                             |        |
| 3000 m                | 9:49.89 | Janil Williams                                                       | 10 maggio 1998  | CARIFTA Games                          | Port of Spain, Trinidad e Tobago             |        |
| 5000 m                | 16:56.42 | Janil Williams                                                       | 11 agosto 2000  |                                        | Victoria, Canada                             |        |
| 10000 m               | |                                                                      |                 |                                        |                                              |        |
| Maratona              | |                                                                      |                 |                                        |                                              |        |
| 100 m ostacoli        | 15.77 | Elma Camacho                                                         | 10 maggio 2009  |                                        | Murfreesboro, Stati Uniti d'America          |        |
| 400 m ostacoli        | 1:02.21 | Barbara Selkridge                                                    | 6 agosto 1988   |                                        | Syracuse, Stati Uniti d'America              |        |
| 3000 m siepi          | |                                                                      |                 |                                        |                                              |        |
| Salto in alto         | 1.91 m | Priscilla Frederick                                                  | 22 luglio 2015  | Giochi Panamericani                    | Toronto, Canada                              | [ 9 ]  |
| Salto con l'asta      | |                                                                      |                 |                                        |                                              |        |
| Salto in lungo        | 5.91 m | Glen Marie Davis                                                     | 16 aprile 1989  |                                        | Saint George Parish, grenada                 |        |
| Salto triplo          | 11.35 m (-0.5 m/s) | Janicia Charles                                                      | 10 maggio 2003  | NJCAA Championships                    | Levelland, Stati Uniti d'America             |        |
| Getto del peso        | 16.27 m | Jess St. John                                                        | 18 maggio 2016  | Duke Invitational                      | Durham, Stati Uniti d'America                | [ 10 ] |
| Lancio del disco      | 41.12 m | Althea Renee Charles                                                 | 7 maggio 2011   | CAA Championships                      | Richmond, Stati Uniti d'America              | [ 11 ] |
| Lancio del martello   | 59.28 m | Althea Renee Charles                                                 | 2 aprile 2011   | Ramapo College Roadrunner Invitational | Mahwah, Providenciales                       | [ 12 ] |
| Javelin throw         | 41.11 m | Amanda Edwards                                                       | 9 aprile 2007   | CARIFTA Games                          | Providenciales, Turks e Caicos               |        |
| Eptathlon             | 3683 pts | Elma Camacho                                                         | 8–9 maggio 2009 |                                        | Murfreesboro, Providenciales                 |        |
| Eptathlon             | 15.78 (100 m h), 1.39 m (alto), 9.34 m (peso), 27.47 (w) (200 m) / 4.82 m (lungo), 23.50 m (giavellotto), 2:54.65 (800 m) |                                                                      |                 |                                        |                                              |        |
| 20 km marcia (strada) | |                                                                      |                 |                                        |                                              |        |
| staffetta 4x100 m     | 46.22 | Chandora Codrington Heather Samuel Anika Jno Baptiste Sonia Williams | 2 maggio 2004   |                                        | Port of Spain, Trinidad e Tobago             |        |
| staffetta 4x400 m     | 3:39.32 | Joycelyn Joseph Ruperta Charles Monica Stevens Laverne Bryan         | 10 agosto 1984  | Giochi Olimpici                        | Los Angeles, Stati Uniti d'America           |        |

## Indoor

### Maschili
| Specialità                                                   | Prestazione   | Atleta            | Data             | Evento                        | Luogo                                  | Note   |
| ------------------------------------------------------------ | ------------- | ----------------- | ---------------- | ----------------------------- | -------------------------------------- | ------ |
| 50 m                                                         | 5.75          | Daniel Bailey     | 28 gennaio 2011  | U.S. Open Track and Field     | New York, Stati Uniti d'America        | [ 13 ] |
| 60 m                                                         | 6.54 (heat)   | Daniel Bailey     | 21 febbraio 2009 | Aviva Indoor Grand Prix       | Birmingham, Regno Unito                |        |
| 60 m                                                         | 6.54 (final)  | Daniel Bailey     | 21 febbraio 2009 | Aviva Indoor Grand Prix       | Birmingham, Regno Unito                |        |
| 60 m                                                         | 6.54          | Daniel Bailey     | 6 febbraio 2010  | Boston Indoor Games           | Boston, Stati Uniti d'America          | [ 14 ] |
| 200 m                                                        | 20.84         | Brendan Christian | 14 marzo 2003    | Campionati NCAA I Divisione I | Fayetteville, Stati Uniti d'America    | [ 15 ] |
| 300 m                                                        | 33.40         | Rai Benjamin      | 23 gennaio 2015  | New Balance Games             | New York, Stati Uniti d'America        | [ 16 ] |
| 400 m                                                        | 48.06         | Brendan Christian | 13 febbraio 2009 | Texas A&M Invitational        | College Station, Stati Uniti d'America |        |
| 400 m                                                        | 47.7          | Cuthbert Jacobs   | 1973             |                               | Stati Uniti d'America                  |        |
| 400 m                                                        | 46.8y (ht) OT | Alfred Brown      | 27 febbraio 1982 |                               | Murfreesboro, Stati Uniti d'America    |        |
| 800 m                                                        | 1:54.56       | Dale Jones        | 6 marzo 1987     | Campionati del mondo          | Indianapolis, Stati Uniti d'America    |        |
| 1500 m                                                       | 4:04.14       | Dale Jones        | 6 March 1987     | Campionati del mondo          | Indianapolis, Stati Uniti d'America    |        |
| Miglio                                                       | 4:15.54       | Eliott Mason      | 8 febbraio 2002  |                               | New York, Stati Uniti d'America        |        |
| 3000 m                                                       |               |                   |                  |                               |                                        |        |
| 60 m ostacoli                                                | 8.03          | Randy Gillon      | 21 febbraio 1999 |                               | Madison, Stati Uniti d'America         |        |
| Salto in alto                                                | 2.24 m        | James Grayman     | 21 febbraio 2010 | Campionati belgi              | Gand, Belgio                           | [ 17 ] |
| Salto con l'asta                                             |               |                   |                  |                               |                                        |        |
| Salto in lungo                                               | 7.92 m        | Lester Benjamin   | 21 gennaio 1988  |                               | Johnson City, Stati Uniti d'America    |        |
| Salto triplo                                                 | 16.23 m       | James Browne      | 27 gennaio 1990  |                               | Lubbock, Stati Uniti d'America         |        |
| Getto del peso                                               |               |                   |                  |                               |                                        |        |
| Eptathlon                                                    |               |                   |                  |                               |                                        |        |
| (60 m), (lungo), (peso), (alto) / (60 m h), (asta), (1000 m) |               |                   |                  |                               |                                        |        |
| Marcia 5000 metri                                            |               |                   |                  |                               |                                        |        |
| sataffetta 4x400 metri                                       |               |                   |                  |                               |                                        |        |

### Femminili
| Specialità                                        | Prestazione | Atleta               | Data             | Evento                                 | Luogo                            | Note   |
| ------------------------------------------------- | ----------- | -------------------- | ---------------- | -------------------------------------- | -------------------------------- | ------ |
| 60 m                                              | 7.30        | Heather Samuel       | 14 marzo 2003    | Campionati del Mondo                   | Birmingham, Regno Unito          | [ 18 ] |
| 200 m                                             | 23.94       | Samantha Edwards     | 2 marzo 2014     | Last Chance Met                        | Fairfax, Stati Uniti d'America   | [ 19 ] |
| 300 m                                             | 37.64       | Samantha Edwards     | 18 gennaio 2014  | Hampton Invitational                   | Hampton, Stati Uniti d'America   |        |
| 400 m                                             | 53.01       | Samantha Edwards     | 12 febbraio 2016 | David Emery Valentine Invitational     | Boston, Stati Uniti d'America    |        |
| 800 m                                             |             |                      |                  |                                        |                                  |        |
| 1500 m                                            |             |                      |                  |                                        |                                  |        |
| 3000 m                                            |             |                      |                  |                                        |                                  |        |
| 60 m ostacoli                                     | 10.06       | Elma Camacho         | 13 febbraio 2009 |                                        | Clemson, Stati Uniti d'America   |        |
| Salto in alto                                     | 1.87 m      | Priscilla Frederick  | 24 gennaio 2015  | Tiger Open                             | Princeton, Stati Uniti d'America | [ 20 ] |
| Salto con l'asta                                  |             |                      |                  |                                        |                                  |        |
| Salto in lungo                                    |             |                      |                  |                                        |                                  |        |
| Salto triplo                                      |             |                      |                  |                                        |                                  |        |
| Getto del peso                                    | 14.27 m     | Althea Renee Charles | 6 febbraio 2010  | Battle of Beantown                     | Cambridge, Stati Uniti d'America | [ 21 ] |
| Lancio del martello (20 lb)                       | 18.45 m     | Althea Renee Charles | 23 gennaio 2011  | Greater Boston Track Club Invitational | Boston, Stati Uniti d'America    | [ 22 ] |
| Pentathlon                                        |             |                      |                  |                                        |                                  |        |
| (60 m ostacoli), (alto), (peso), (lungo), (800 m) |             |                      |                  |                                        |                                  |        |
| Marcia 3000 metri                                 |             |                      |                  |                                        |                                  |        |
| Staffetta 4x400 m                                 |             |                      |                  |                                        |                                  |        |

ht = tempo manuale

# = non ratificato ufficialmente

OT = tracciato fuori misura

y = indicate 440 yards